# غولدن ريتشاردز
غولدن ريتشاردز (بالإنجليزية: Golden Richards)‏ هو لاعب كرة قدم أمريكية أمريكي، ولد في 31 ديسمبر 1950 في سولت ليك في الولايات المتحدة.

## وصلات خارجية
- غولدن ريتشاردز على موقع مرجع كرة القدم المحترفة.كوم (الإنجليزية)